# Джурин, Джеймс
Джеймс Джурин (англ. James Jurin, 1684, Лондон — 1750, там же) — медик и физик, член Королевского общества, в 1721—1727 гг. его секретарь. 

## Биография
Джеймс Джурин родился 15 декабря 1684 года в городе Лондоне.
Имели большое значение для своего времени работы Джурина 1718—1719 гг. по капиллярным явлениям «Исследование причины подъема и остановки воды в капиллярных трубках» (англ. «An inquiry into cause of the ascent and suspension of water in capillary tubes») и «Новые эксперименты по поведению воды и ртути в стеклянных трубках» (англ. «New experiments of the action of glass tubes on water and quicksilver»); сформулированное Джурином правило зависимости подъема жидкости в трубке от диаметра трубки называется законом Жюрена (передача фамилии традиционная).
В медицинской области большое значение имели работы Джурина, связанные с вакцинацией против оспы: используя богатый статистический материал, Джурин показал,  — прежде всего, в работе «A letter ... containing, a comparison between the mortality of the natural small pox, and that given by inoculation» (1723), — что вакцинация действительно эффективна.
Джеймс Джурин умер 29 марта 1750 года в родном городе.
Он оставил обширную переписку с ведущими учёными своего времени (например, с Левенгуком).